# التعريف التلقائي للبيانات وجمعها

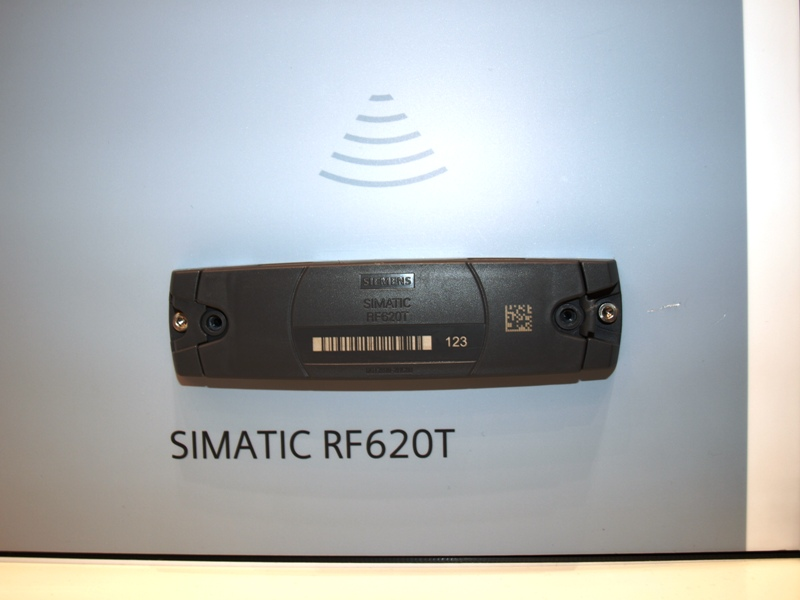
يشير التعريف التلقائي والتقاط البيانات (AIDC)، إلى طرق تحديد الأجسام تلقائيًا، وجمع البيانات عنها، وإدخالها مباشرة في أنظمة الكمبيوتر، دون تدخل بشري.

يشير التعريف التلقائي والتقاط البيانات (AIDC)، إلى طرق تحديد الأجسام تلقائيًا، وجمع البيانات عنها، وإدخالها مباشرة في أنظمة الكمبيوتر، دون تدخل بشري. تشتمل التقنيات التي تُعتبر عادةً كجزء من AIDC على رموز QR،  والرموز الشريطية، وتحديد تردد الراديو (RFID)، والقياسات الحيوية (مثل نظام التعرف على الوجه والقزحية)، والشرائط المغناطيسية، والتعرف البصري على الأحرف (OCR)، والبطاقات الذكية، والتعرف على الصوت. يُشار أيضًا إلى AIDC بشكل شائع باسم «التعريف التلقائي» و«المعرف التلقائي» و«الالتقاط التلقائي للبيانات».
يعتبر التعريف التلقائي والتقاط البيانات عملية أو وسيلة للحصول على البيانات الخارجية، لا سيما من خلال تحليل الصور أو الأصوات أو مقاطع الفيديو. ويستخدم المبدل أو محول الإشارة لالتقاط البيانات، وهو جهاز هدفه تحويل الصورة الفعلية أو الصوت إلى ملف رقمي يتم تخزينه، ويمكن في وقت لاحق تحليله بواسطة جهاز كمبيوتر، أو مقارنته بملفات أخرى في قاعدة بيانات للتحقق من الهوية أو لتوفير الإذن بالدخول إلى نظام آمن. ويمكن الحصول على البيانات بطرق مختلفة؛ وتعد الطريقة التي تعتمد على التطبيق من أفضل هذه الطرق.
في أنظمة الأمان البيومترية، الالتقاط هو اكتساب أو عملية اكتساب وتحديد الخصائص مثل صورة الإصبع، أو صورة الكف، أو صورة الوجه، أو بصمة القزحية، أو بصمة الصوت، التي تتضمن بيانات صوتية والباقي يتضمن بيانات فيديو.
تحديد الترددات الراديوية هو نسبيًا تقنية AIDC جديدة تم تطويرها لأول مرة في الثمانينيات. تعمل هذه التكنولوجيا كقاعدة في أنظمة جمع البيانات وتحديدها وتحليلها آليًا في جميع أنحاء العالم. لقد أتضحت أهمية RFID في مجموعة واسعة من الأسواق، بما في ذلك تحديد الثروة الحيوانية، وأنظمة التعرف الآلي على المركبات (AVI) نظرًا لقدرتها على تتبع الأجسام المتحركة. وتعتبر أنظمة AIDC اللاسلكية الآلية هذه فعالة في بيئات التصنيع التي يكون من الصعب فيها المحافظة على بقاء الملصقات الرموز الشريطية (الباركود) دون تغيير أو شطب.

## نظرة عامة على طرق التحديد التلقائي
تتكون جميع تقنيات التحديد التلقائي تقريبًا من ثلاثة مكونات رئيسية، والتي تشتمل أيضًا على الخطوات المتسلسلة في مشفر البيانات ADC- (1). الرمز أو الشفرة عبارة عن مجموعة من الرموز أو الإشارات التي تمثل عادةً أحرفًا أبجدية رقمية. عندما تشفر البيانات، يتم ترجمة الأحرف إلى رمز يمكن قراءته آليًا، حيث يتم إرفاق تسمية أو علامة تحتوي على البيانات المشفرة بالعنصر المراد تحديده. (2) قارئ آلي أو ماسح ضوئي، وهو جهاز يقوم بقراءة البيانات المشفرة، ويحولها إلى شكل بديل، وعادة ما يكون إشارة كهربائية تناظرية. (3) وحدة فك ترميز البيانات، ويقوم هذا المكون بتحويل الإشارة الكهربائية إلى بيانات رقمية والعودة أخيرًا إلى الأحرف الأبجدية الرقمية الأصلية.

## التقاط البيانات من المستندات المطبوعة
تتمثل إحدى مهام التطبيق الأكثر فائدة لالتقاط البيانات في جمع المعلومات من المستندات الورقية وحفظها في قواعد البيانات (CMS و ECM وأنظمة أخرى). وهناك عدة أنواع من التقنيات الأساسية المستخدمة لالتقاط البيانات وفقًا لنوع البيانات:
- التعرف الضوئي على رموز OCR - للتعرف على النص المطبوع [3]
- التعرّف الذكي على الحروف ICR - للتعرف على النص المطبوع يدويًا
- التمييز الضوئي على علامات OMR - للتعرف على العلامات [4]
- OBR - للتعرف على الرموز الشريطية [5]
- BCR - للتعرف على الرمز الشريطي [6]
- DLR - للتعرف على طبقة المستند

تسمح هذه التقنيات الأساسية باستخراج المعلومات من المستندات الورقية لمزيد من المعالجة في أنظمة معلومات المؤسسة مثل ERP وCRM وغيرها. 
يمكن تقسيم المستندات الخاصة بالتقاط البيانات إلى 3 مجموعات: منظمة وشبه منظمة وغير منظمة.
المستندات المهيكلة (الاستبيانات والاختبارات ونماذج التأمين والإقرارات الضريبية وأوراق الاقتراع وما إلى ذلك) تتمتع هذه المستندات بنفس الهيكل والمظهر تمامًا، وتعتبر أسهل نوع من المستندات من حيث التقاط البيانات، لأن كل حقل بيانات يقع في نفس المكان لجميع المستندات.
المستندات شبه المهيكلة (الفواتير، أوامر الشراء، بوليصة الشحن، إلخ) لهذه المستندات نفس البنية، ولكن مظهرها يعتمد على عدد العناصر والمعايير الأخرى. ويعد التقاط البيانات من هذه المستندات مهمة معقدة ولكنها قابلة للحل.
المستندات غير المهيكلة (خطابات، عقود، مقالات، إلخ) تعتبر هذه المستندات مرنة من حيث الهيكل والمظهر.

## الإنترنت والمستقبل
الفكرة بسيطة بقدر صعوبة تطبيقها. إذا كانت جميع العلب أو الكتب أو الأحذية أو أجزاء من السيارات مجهزة بأجهزة تحديد صغيرة، فإن الحياة اليومية على كوكبنا ستخضع لعملية تحول. أشياء مثل نفاد المخزون أو المنتجات المهدرة لن تكون موجودة لأننا سنعرف بالضبط ما يتم استهلاكه على الجانب الآخر من الكرة الأرضية. ستكون السرقة شيئًا من الماضي حيث سنعرف مكان وجود المنتج في جميع الأوقات. سيتم تقليل أو القضاء على تزييف الأشياء الهامة أو المكلفة، مثل الأدوية، أو قطع الغيار، أو المكونات الإلكترونية، لأن الشركات المصنعة أو كيانات سلسلة التوريد الأخرى ستعرف مكان منتجاتها في جميع الأوقات. وسيتم تقليل إهدار المنتج أو تلفه لأن المستشعرات البيئية ستنبه الموردين أو المستهلكين عندما تتعرض المنتجات الحساسة للحرارة الزائدة، أو البرودة، أو الاهتزازات، أو المخاطر أخرى. كما أن سلاسل التوريد ستعمل بكفاءة أكبر لأن الموردين لن يشحنوا سوى المنتجات المطلوبة عندما وأينما تكون هناك حاجة إليها. وعلى ضوء ذلك، سوف تنخفض الأسعار الخاصة بالمستهلك والمورد أيضًا.
تأسست الرابطة العالمية Auto-ID Labs في عام 1999، وتتألف من 100 من أكبر الشركات في العالم، مثل Wal-Mart، وCoca-Cola، وGillette، وJohnson & Johnson، وPfizer، وProcter & Gamble، وUnilever، وUPS، والشركات العاملة في قطاع التكنولوجيا مثل SAP، و Alien، و Sun، بالإضافة إلى خمسة مراكز بحث أكاديمية،  والتي توجد مقراتها في الجامعات التالية؛ معهد ماساتشوستس للتكنولوجيا في الولايات المتحدة الأمريكية، وجامعة كامبريدج في المملكة المتحدة، وجامعة أديلايد في أستراليا، وجامعة كيو في اليابان، و ETH في زيورخ، وكذلك جامعة سانت غالن في سويسرا.
تقترح مختبرات التعرف التلقائي مفهوما جديداً لسلسلة التوريد المستقبلية والذي بعتمد على إنترنت الأشياء، وهو تطبيق عالمي لـ RFID. تحاول هذه المختبرات التنسيق ما بين التكنولوجيا والعمليات والتنظيم، حيث تركز الأبحاث على التصغير (بهدف حجم 0.3 مم / رقاقة)، وتخفيض سعر الجهاز الواحد (يهدف إلى حوالي 0.05 دولار لكل وحدة)، وتطوير تطبيق مبتكر مثل الدفع دون أي اتصال جسدي (سوني / فيليبس)، والآليات البيتية (الملابس المجهزة بعلامات راديو وغسالات ذكية)، والأحداث الرياضية (توقيت ماراثون برلين).

## AIDC 100
AIDC 100 هي منظمة مهنية لصناعة التعرف التلقائي والتقاط البيانات، وتتكون هذه المنظمة من الأفراد الذين قدموا مساهمات كبيرة في النهوض بهذه الصناعة. وتعتبر زيادة فهم الأعمال لعمليات وتقنيات التعرف التلقائي والتقاط البيانات من الأهداف الأساسية للمنظمة.